# George C. Jepsen

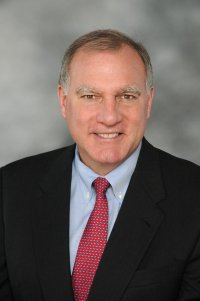
George C. Jepsen

George Christian Jepsen (* 23. November 1954 in Hattiesburg, Mississippi) ist ein US-amerikanischer Rechtsanwalt und Politiker (Demokratische Partei). Er gehörte zwischen 1987 und 2003 nacheinander beiden Kammern der Connecticut General Assembly an, war von 2003 bis 2005 Vorsitzender der Demokratischen Partei von Connecticut und bekleidet seit Januar 2011 das Amt des Attorney General von Connecticut.

## Leben
Jepsen wuchs als zweites von drei Kindern auf. 1955 zog seine Familie nach Greenwich, Connecticut. Jepsen besuchte die dortigen Schulen. Anschließend studierte er am Dartmouth College in Hanover, New Hampshire, wo er 1976 einen Bachelor of Arts erhielt. Jepsen studierte nun an der Harvard University, wo er 1982 einen Juris Doctor an der dortigen Law School, sowie einen Master an der John F. Kennedy School of Government erhielt.
1986 wurde er in das Repräsentantenhaus von Connecticut gewählt und vertrat dort von 1987 bis 1991 den 148. Distrikt. 1990 erfolgte seine Wahl in den Senat von Connecticut, wo er von 1991 bis 2003 den 27. Distrikt vertrat. Als Senator war er von 1993 bis 1995 Vorsitzender des Judiciary Committee. Des Weiteren war er von 1995 bis 1997 Mitglied im Finance Committee. Von 1997 bis 2003 war er Senate Majority Leader.
Vor den Gouverneurswahlen 2002 bemühte er sich erst um die Nominierung zum demokratischen Kandidaten, wurde dann aber schließlich Running Mate von Bill Curry und kandidierte für das Amt des Vizegouverneurs. 2003 wurde er Vorsitzender der Demokratischen Partei von Connecticut und löste damit John W. Olsen ab. Jespen übte dieses Amt bis 2005 aus, als er auf eine Kandidatur für eine zweite Amtszeit verzichtete. Nancy DiNardo wurde seine Nachfolgerin. 2010 wurde er zum 24. Attorney General von Connecticut gewählt und trat sein Amt am 5. Januar 2011 an.
Jepsen ist seit 1990 verheiratet und hat zwei Söhne.